# Ерато
Ерато (грч. Ератô) (лат. Erato) је Зевсова и Мнемозинина кћерка. Једна је од девет муза, заштитница је лирике, посебно љубавних песама.
Њено име (грч. Ератô) значи „љупка“.

## Митологија
У грчкој митологији Ерато је приказивана са лиром у руци или са китаром, коју је она изумела, а често је имала и венац од мирте или од ружа на глави.
Приказивали су је и са две голубице које су, испод ње, на тлу, кљуцале семенке.
Како је она заштитница љубавних песама, често је приказивана и како држи златну стрелу да би подсећала на ерос - осјећај који све надахњује и љубав коју шити, па је, због тога, често приказивана заједно са богом Еросом.
Ерато је имала једног сина, Азана чији је отац био Аркад, Калистин син.